# 马哈达斯
马哈达斯，是西班牙埃斯特雷马杜拉卡塞雷斯省的一个市镇。总面积52平方公里，总人口1336人（2001年），人口密度26人/平方公里。